# 国家级水产种质资源保护区
中国的水产种质资源保护区，是指为保护和合理利用水产种质资源及其生存环境，在保护对象的产卵场、索饵场、越冬场、洄游通道等主要生长繁育区域依法划出一定面积的水域滩涂和必要的土地，予以特殊保护和管理的区域。水产种质资源保护区分为国家级和省级，其中国家级水产种质资源保护区是指在国内、国际有重大影响，具有重要经济价值、遗传育种价值或特殊生态保护和科研价值，保护对象为重要的、洄游性的共用水产种质资源或保护对象分布区域跨省（自治区、直辖市）际行政区划或海域管辖权限的，经国务院或农业部批准并公布的水产种质资源保护区。
迄今全国共有464处国家级水产种质资源保护区。

## 国家级水产种质资源保护区列表
- 河北省
  - 阜平中华鳖国家级水产种质资源保护区
  - 衡水湖国家级水产种质资源保护区
  - 白洋淀国家级水产种质资源保护区
  - 秦皇岛海域国家级水产种质资源保护区
  - 昌黎海域国家级水产种质资源保护区
  - 南戴河海域国家级水产种质资源保护区
  - 南大港国家级水产种质资源保护区
  - 滦河特有鱼类国家级水产种质资源保护区
  - 柳河特有鱼类国家级水产种质资源保护区
  - 柏坡湖国家级水产种质资源保护区
  - 沙漳河红鳍原鲌青虾国家级水产种质资源保护区
  - 永年洼黄鳝泥鳅国家级水产种质资源保护区
  - 山海关海域国家级水产种质资源保护区
  - 永定河中华鳖青虾黄颡鱼国家级水产种质资源保护区
  - 沽源闪电河水系坝上高背鲫国家级水产种质资源保护区
  - 迁西栗香湖鲤黄颡鱼国家级水产种质资源保护区
  - 曹妃甸中华绒螯蟹国家级水产种质资源保护区

- 山西省
  - 圣天湖鲶鱼黄河鲤国家级水产种质资源保护区
  - 沁河特有鱼类国家级水产种质资源保护区
  - 黄河中游禹门口至三门峡段国家级水产种质资源保护区 *

- 内蒙古自治区
  - 黄河鄂尔多斯段黄河鲶国家级水产种质资源保护区
  - 额尔古纳河根河段哲罗鱼国家级水产种质资源保护区
  - 呼伦湖红鳍鲌国家级水产种质资源保护区
  - 达里诺尔湖雅罗鱼国家级水产种质资源保护区
  - 胡列也吐湖国家级水产种质资源保护区
  - 甘河哲罗鱼细鳞鱼国家级水产种质资源保护区
  - 霍林河黄颡鱼国家级水产种质资源保护区
  - 绰尔河扎兰屯市段哲罗鲑细鳞鲑国家级水产种质资源保护区
  - 大雁河国家级水产种质资源保护区

- 辽宁省
  - 双台子河口海蜇中华绒螯蟹国家级水产种质资源保护区
  - 三山岛海域国家级水产种质资源保护区
  - 海洋岛国家级水产种质资源保护区
  - 大连圆岛海域国家级水产种质资源保护区
  - 大连獐子岛海域国家级水产种质资源保护区

- 吉林省
  - 密江河大麻哈鱼国家级水产种质资源保护区
  - 鸭绿江集安段石川氏哲罗鱼国家级水产种质资源保护区
  - 嫩江大安段乌苏里拟鲿国家级水产种质资源保护区
  - 鸭绿江云峰段斑鳜茴鱼国家级水产种质资源保护区
  - 牡丹江上游黑斑狗鱼国家级水产种质资源保护区
  - 珲春河大麻哈鱼国家级水产种质资源保护区
  - 松花江头道江特有鱼类国家级水产种质资源保护区
  - 松花江宁江段国家级水产种质资源保护区
  - 二龙湖国家级水产种质资源保护区
  - 西北岔河特有鱼类国家级水产种质资源保护区
  - 嫩江镇赉段国家级水产种质资源保护区
  - 小石河冷水鱼国家级水产种质资源保护区
  - 月亮湖国家级水产种质资源保护区
  - 大黄泥河唇䱻国家级水产种质资源保护区
  - 哈泥河东北七鳃鳗国家级水产种质资源保护区
  - 鸭绿江临江段马口鱼国家级水产种质资源保护区
  - 松原松花江银鲴国家级水产种质资源保护区
  - 珠尔多河洛氏鱥国家级水产种质资源保护区
  - 和龙红旗河马苏大麻哈鱼陆封型国家级水产种质资源保护区
  - 通化哈尼河国家级水产种质资源保护区
  - 嫩江前郭段国家级水产种质资源保护区
  - 辉南辉发河瓦氏雅罗鱼国家级水产种质资源保护区

- 黑龙江省
  - 黑龙江萝北段乌苏里白鲑国家级水产种质资源保护区
  - 盘古河细鳞鱼江鳕国家级水产种质资源保护区
  - 黑龙江嘉荫段黑斑狗鱼雅罗鱼国家级水产种质资源保护区
  - 松花江乌苏里拟鲿细鳞斜颌鲴国家级水产种质资源保护区
  - 黑龙江李家岛翘嘴鲌国家级水产种质资源保护区
  - 黑龙江呼玛湾特有鱼类国家级水产种质资源保护区
  - 海浪河特有鱼类国家级水产种质资源保护区
  - 松花江肇东段国家级水产种质资源保护区
  - 黑龙江同江段国家级水产种质资源保护区
  - 松花江木兰段国家级水产种质资源保护区
  - 黑龙江逊克段国家级水产种质资源保护区
  - 黑龙江抚远段鲟鳇鱼国家级水产种质资源保护区
  - 绥芬河东宁段滩头鱼大马哈鱼国家级水产种质资源保护区
  - 牤牛河国家级水产种质资源保护区
  - 嫩江卧都河茴鱼哲罗鲑国家级水产种质资源保护区
  - 松花江肇源段花䱻国家级水产种质资源保护区
  - 松花江双城段鳜银鲴国家级水产种质资源保护区
  - 兴凯湖翘嘴鲌国家级水产种质资源保护区
  - 乌苏里江四排段哲罗鱼鲂国家级水产种质资源保护区
  - 黄泥河方正银鲫国家级水产种质资源保护区
  - 法别拉河鳜国家级水产种质资源保护区
  - 黑龙江同江段达氏鳇国家级水产种质资源保护区
  - 欧根河黑斑狗鱼国家级水产种质资源保护区

- 上海市
  - 长江刀鲚国家级水产种质资源保护区 *

- 江苏省
  - 海州湾中国对虾国家级水产种质资源保护区
  - 太湖银鱼翘嘴红鲌秀丽白虾国家级水产种质资源保护区
  - 洪泽湖青虾河蚬国家级水产种质资源保护区
  - 阳澄湖中华绒螯蟹国家级水产种质资源保护区
  - 长江靖江段中华绒螯蟹鳜鱼国家级水产种质资源保护区
  - 蒋家沙竹根沙泥螺文蛤国家级水产种质资源保护区
  - 长江大胜关长吻鮠铜鱼国家级水产种质资源保护区
  - 固城湖中华绒螯蟹国家级水产种质资源保护区
  - 高邮湖大银鱼湖鲚国家级水产种质资源保护区
  - 长江扬州段四大家鱼国家级水产种质资源保护区
  - 白马湖泥鳅沙塘鳢国家级水产种质资源保护区
  - 骆马湖国家级水产种质资源保护区
  - 滆湖国家级水产种质资源保护区
  - 长荡湖国家级水产种质资源保护区
  - 邵伯湖国家水产种质资源保护区
  - 长漾湖国家级水产种质资源保护区
  - 射阳湖国家级水产种质资源保护区
  - 宝应湖国家级水产种质资源保护区
  - 长江如皋段刀鲚国家级水产种质资源保护区
  - 太湖青虾中华绒螯蟹国家级水产种质资源保护区
  - 如东大竹蛏西施舌国家级水产种质资源保护区
  - 洪泽湖银鱼国家级水产种质资源保护区
  - 骆马湖青虾国家级水产种质资源保护区
  - 太湖梅鲚河蚬国家级水产种质资源保护区
  - 淀山湖河蚬翘嘴红鲌国家级水产种质资源保护区
  - 长江刀鲚国家级水产种质资源保护区 *
  - 滆湖鲌类国家级水产种质资源保护区
  - 高邮湖河蚬秀丽白虾国家级水产种质资源保护区
  - 长江扬中段暗纹东方鲀刀鲚国家级水产种质资源保护区
  - 宜兴团氿东氿翘嘴鲌国家级水产种质资源保护区
  - 洪泽湖秀丽白虾国家级水产种质资源保护区

- 浙江省
  - 乐清湾泥蚶国家级水产种质资源保护区
  - 千岛湖国家级水产种质资源保护区
  - 东西苕溪国家级水产种质资源保护区
  - 象山港蓝点马鲛国家级水产种质资源保护区
  - 庆元大鲵国家级水产种质资源保护区

- 安徽省
  - 泊湖秀丽白虾青虾国家级水产种质资源保护区
  - 长江安庆江段长吻鮠大口鲶鳜鱼国家级水产种质资源保护区
  - 武昌湖中华鳖黄鳝国家级水产种质资源保护区
  - 破罡湖黄颡鱼国家级水产种质资源保护区
  - 焦港湖芡实国家级水产种质资源保护区
  - 徽水河特有鱼类国家级水产种质资源保护区
  - 长江安庆段四大家鱼国家级水产种质资源保护区
  - 阊江特有鱼类国家级水产种质资源保护区
  - 城西湖国家级水产种质资源保护区
  - 秋浦河特有鱼类国家级水产种质资源保护区
  - 城东湖国家级水产种质资源保护区
  - 嬉子湖国家级水产种质资源保护区
  - 万佛湖国家级水产种质资源保护区
  - 淮河淮南段长吻鮠国家级水产种质资源保护区
  - 青龙湖光倒刺鲃国家级水产种质资源保护区
  - 龙窝湖细鳞斜颌鲴国家级水产种质资源保护区
  - 池河翘嘴鲌国家级水产种质资源保护区
  - 长江河宽鳍鱲马口鱼国家级水产种质资源保护区
  - 怀洪新河太湖新银鱼国家级水产种质资源保护区
  - 长江刀鲚国家级水产种质资源保护区 *
  - 漫水河蒙古红鲌国家级水产种质资源保护区
  - 登源河特有鱼类国家级水产种质资源保护区
  - 黄姑河光唇鱼国家级水产种质资源保护区
  - 淮河荆涂峡鲤长吻鮠国家级水产种质资源保护区
  - 黄湓河鰕虎鱼青虾国家级水产种质资源保护区

- 福建省
  - 官井洋大黄鱼国家级水产种质资源保护区
  - 西溪中华鳖国家级水产种质资源保护区
  - 漳港西施舌国家级水产种质资源保护区
  - 汀江大刺鳅国家级水产种质资源保护区
  - 九曲溪光倒刺鲃国家级水产种质资源保护区
  - 湖洋溪黑脊倒刺鲃国家级水产种质资源保护区
  - 罗口溪黄尾密鲴国家级水产种质资源保护区
  - 建溪细鳞斜颌鲴国家级水产种质资源保护区
  - 南浦溪半刺厚唇鱼国家级水产种质资源保护区

- 江西省
  - 鄱阳湖鳜鱼翘嘴红鲌国家级水产种质资源保护区
  - 桃江刺鲃国家级水产种质资源保护区
  - 庐山西海鳡国家级水产种质资源保护区
  - 太泊湖彭泽鲫国家级水产种质资源保护区
  - 泸溪河大鳍鱯国家级水产种质资源保护区
  - 抚河鳜鱼国家级水产种质资源保护区
  - 萍水河特有鱼类国家级水产种质资源保护区
  - 万年河特有鱼类国家级水产种质资源保护区
  - 濊水特有鱼类国家级水产种质资源保护区
  - 信江特有鱼类国家级水产种质资源保护区
  - 定江河特有鱼类国家级水产种质资源保护区
  - 袁河上游特有鱼类国家级水产种质资源保护区
  - 赣江峡江段四大家鱼国家级水产种质资源保护区
  - 琴江细鳞斜颌鲴国家级水产种质资源保护区
  - 上犹江特有鱼类国家级水产种质资源保护区
  - 东江源平胸龟国家级水产种质资源保护区
  - 昌江刺鲃国家级水产种质资源保护区
  - 赣江源斑鳢国家级水产种质资源保护区
  - 修水源光倒刺鲃国家级水产种质资源保护区
  - 德安县博阳河翘嘴鲌黄颡鱼国家级水产种质资源保护区
  - 长江八里江段长吻鮠鲶国家级水产种质资源保护区

- 山东省
  - 崆峒列岛刺参国家级水产种质资源保护区
  - 南四湖乌鳢青虾国家级水产种质资源保护区
  - 长岛皱纹盘鲍光棘球海胆国家级水产种质资源保护区
  - 海州湾大竹蛏国家级水产种质资源保护区
  - 莱州湾单环刺螠近江牡蛎国家级水产种质资源保护区
  - 靖海湾松江鲈鱼国家级水产种质资源保护区
  - 泰山赤鳞鱼国家级水产种质资源保护区
  - 马颊河文蛤国家级水产种质资源保护区
  - 蓬莱牙鲆黄盖鲽国家级水产种质资源保护区
  - 黄河口半滑舌鳎国家级水产种质资源保护区
  - 灵山岛皱纹盘鲍刺参国家级水产种质资源保护区
  - 靖子湾国家级水产种质资源保护区
  - 乳山湾国家级水产种质资源保护区
  - 前三岛海域国家级水产种质资源保护区
  - 小石岛刺参国家级水产种质资源保护区
  - 桑沟湾国家级水产种质资源保护区
  - 荣成湾国家级水产种质资源保护区
  - 套尔河口海域国家级水产种质资源保护区
  - 千里岩海域国家级水产种质资源保护区
  - 日照海域西施舌国家级水产种质资源保护区
  - 东平湖国家级水产种质资源保护区
  - 广饶海域竹蛏国家级水产种质资源保护区
  - 黄河口文蛤国家级水产种质资源保护区
  - 长岛许氏平鲉国家级水产种质资源保护区
  - 五龙河鲤国家级水产种质资源保护区
  - 荣成楮岛藻类国家级水产种质资源保护区
  - 日照中国对虾国家级水产种质资源保护区
  - 无棣中国毛虾国家级水产种质资源保护区
  - 月湖长蛸国家级水产种质资源保护区
  - 泗水桃花水母国家级水产种质资源保护区
  - 黄河鲁豫交界段国家级水产种质资源保护区 *
  - 泰安黄尾密鲴国家级水产种质资源保护区
  - 得月湖花䱻翘嘴鲌国家级水产种质资源保护区
  - 马颊河翘嘴鲌大鳞副泥鳅国家级水产种质资源保护区
  - 云蒙湖大银鱼国家级水产种质资源保护区
  - 沂河鲤青虾国家级水产种质资源保护区
  - 京杭运河台儿庄段黄颡鱼国家级水产种质资源保护区
  - 清水河河蚬国家级水产种质资源保护区
  - 淄河鲶鱼国家级水产种质资源保护区

- 河南省
  - 黄河郑州段黄河鲤国家级水产种质资源保护区
  - 光山青虾国家级水产种质资源保护区
  - 宿鸭湖褶纹冠蚌国家级水产种质资源保护区
  - 南湾湖国家级水产种质资源保护区
  - 丹江特有鱼类国家级水产种质资源保护区
  - 沙河特有鱼类国家级水产种质资源保护区
  - 泼河特有鱼类国家级水产种质资源保护区
  - 伊河特有鱼类国家级水产种质资源保护区
  - 洛河鲤鱼国家级水产种质资源保护区
  - 老鸦河花䱻国家级水产种质资源保护区
  - 鸭河口水库蒙古红鲌国家级水产种质资源保护区
  - 黄河中游禹门口至三门峡段国家级水产种质资源保护区 *
  - 小潢河中华鳖国家级水产种质资源保护区
  - 汝河黄颡鱼国家级水产种质资源保护区
  - 淇河鹤壁段淇河鲫鱼国家级水产种质资源保护区
  - 黄河鲁豫交界段国家级水产种质资源保护区 *
  - 板桥湖国家级水产种质资源保护区

- 湖北省
  - 梁子湖武昌鱼国家级水产种质资源保护区
  - 西凉湖鳜鱼黄颡鱼国家级水产种质资源保护区
  - 淤泥湖团头鲂国家级水产种质资源保护区
  - 长湖鲌类国家级水产种质资源保护区
  - 长江黄石段四大家鱼国家级水产种质资源保护区
  - 汉江沙洋段长吻鮠瓦氏黄颡鱼国家级水产种质资源保护区
  - 汉江钟祥段鳡鳤鯮鱼国家级水产种质资源保护区
  - 太白湖国家级水产种质资源保护区
  - 长江监利段四大家鱼国家级水产种质资源保护区
  - 丹江鲌类国家级水产种质资源保护区
  - 皤河特有鱼类国家级水产种质资源保护区
  - 上津湖国家级水产种质资源保护区
  - 花马湖国家级水产种质资源保护区
  - 洪湖国家级水产种质资源保护区
  - 汉江汉川段国家级水产种质资源保护区
  - 沮漳河特有鱼类国家级水产种质资源保护区
  - 玉泉河特有鱼类国家级水产种质资源保护区
  - 保安湖鳜鱼国家级水产种质资源保护区
  - 鲁湖鳜鲌国家级水产种质资源保护区
  - 五湖黄鳝国家级水产种质资源保护区
  - 赤东湖鳊国家级水产种质资源保护区
  - 清江白甲鱼国家级水产种质资源保护区
  - 惠亭水库中华鳖国家级水产种质资源保护区
  - 王母湖团头鲂短颌鲚国家级水产种质资源保护区
  - 武湖黄颡鱼国家级水产种质资源保护区
  - 观音湖鳜国家级水产种质资源保护区
  - 汉北河瓦氏黄颡鱼国家级水产种质资源保护区
  - 杨柴湖沙塘鳢刺鳅国家级水产种质资源保护区
  - 汉江潜江段四大家鱼国家级水产种质资源保护区
  - 涢水翘嘴鲌国家级水产种质资源保护区
  - 崇湖黄颡鱼国家级水产种质资源保护区
  - 庙湖翘嘴鲌国家级水产种质资源保护区
  - 野猪湖鲌类国家级水产种质资源保护区
  - 策湖黄颡鱼乌鳢国家级水产种质资源保护区
  - 南海湖短颌鲚国家级水产种质资源保护区
  - 牛浪湖鳜国家级水产种质资源保护区
  - 猪婆湖花䱻国家级水产种质资源保护区
  - 府河细鳞鲴国家级水产种质资源保护区
  - 钱河鲶国家级水产种质资源保护区
  - 洈水鳜国家级水产种质资源保护区
  - 王家河鲌类国家级水产种质资源保护区
  - 堵河鳜国家级水产种质资源保护区
  - 金家湖花䱻国家级水产种质资源保护区
  - 王家大湖绢丝丽蚌国家级水产种质资源保护区
  - 红旗湖泥鳅黄颡鱼国家级水产种质资源保护区
  - 龙潭湖蒙古鲌国家级水产种质资源保护区
  - 先觉庙漂水支流细鳞鲴国家级水产种质资源保护区
  - 龙赛湖细鳞鲴翘嘴鲌国家级水产种质资源保护区
  - 沙滩河乌鳢国家级水产种质资源保护区
  - 望天湖翘嘴鲌国家级水产种质资源保护区
  - 天堂湖鲌类国家级水产种质资源保护区
  - 圣水湖黄颡鱼国家级水产种质资源保护区
  - 琵琶湖细鳞斜颌鲴国家级水产种质资源保护区
  - 富水湖鲌类国家级水产种质资源保护区
  - 金沙湖鲂国家级水产种质资源保护区
  - 胭脂湖黄颡鱼国家级水产种质资源保护区
  - 东港湖黄鳝国家级水产种质资源保护区
  - 南湖黄颡鱼乌鳢国家级水产种质资源保护区
  - 汉江襄阳段长春鳊国家级水产种质资源保护区
  - 府河支流徐家河水域银鱼国家级水产种质资源保护区
  - 长江郧县段翘嘴鲌国家级水产种质资源保护区
  - 清江宜都段中华倒刺鲃国家级水产种质资源保护区

- 湖南省
  - 东洞庭湖鲤鲫黄颡国家级水产种质资源保护区
  - 南洞庭湖银鱼三角帆蚌国家级水产种质资源保护区
  - 湘江湘潭段野鲤国家级水产种质资源保护区
  - 南洞庭湖大口鲶青虾中华鳖国家级水产种质资源保护区
  - 南洞庭湖草龟中华鳖国家级水产种质资源保护区
  - 沅水特有鱼类国家级水产种质资源保护区
  - 澧水源特有鱼类国家级水产种质资源保护区
  - 湘江衡阳段四大家鱼国家级水产种质资源保护区
  - 浏阳河特有鱼类国家级水产种质资源保护区
  - 洞庭湖口铜鱼短颌鲚国家级水产种质资源保护区
  - 湘江刺鲃厚唇鱼华鳊国家级水产种质资源保护区
  - 沅水辰溪段鲌类黄颡鱼国家级水产种质资源保护区
  - 沅水鼎城段褶纹冠蚌国家级水产种质资源保护区
  - 东洞庭湖中国圆田螺国家级水产种质资源保护区
  - 资水新化段鳜鲌国家级水产种质资源保护区
  - 湘江株洲段鲴鱼国家级水产种质资源保护区
  - 耒水斑鳢国家级水产种质资源保护区
  - 洣水茶陵段中华倒刺鲃国家级水产种质资源保护区
  - 资水益阳段黄颡鱼国家级水产种质资源保护区
  - 酉水湘西段翘嘴红鲌国家级水产种质资源保护区
  - 澧水石门段黄尾密鲴国家级水产种质资源保护区
  - 安乡杨家河段短河鲚国家级水产种质资源保护区
  - 永顺司城河吻鮈大眼鳜国家级水产种质资源保护区
  - 沅水桃源段黄颡鱼黄尾鲴国家级水产种质资源保护区
  - 沅水武陵段青虾中华鳖国家级水产种质资源保护区
  - 浙水资兴段大刺鳅条纹二须鲃国家级水产种质资源保护区
  - 龙山洗车河大鳍鳠吻鮈国家级水产种质资源保护区

- 广东省
  - 西江广东鲂国家级水产种质资源保护区
  - 上下川岛中国龙虾国家级水产种质资源保护区
  - 石窟河斑鳠国家级水产种质资源保护区
  - 流溪河光倒刺鲃国家级水产种质资源保护区
  - 增江光倒刺鲃大刺鳅国家级水产种质资源保护区
  - 海陵湾近江牡蛎国家级水产种质资源保护区
  - 西江赤眼鳟海南红鲌国家级水产种质资源保护区
  - 西江肇庆段国家级水产种质资源保护区
  - 北江英德段国家级水产种质资源保护区
  - 榕江特有鱼类国家级水产种质资源保护区
  - 凌江特有鱼类国家级水产种质资源保护区
  - 新丰江国家级水产种质资源保护区
  - 鉴江口尖紫蛤国家级水产种质资源保护区
  - 潭江广东鲂国家级水产种质资源保护区
  - 汕尾碣石湾鲻鱼长毛对虾国家级水产种质资源保护区
  - 柚树河斑鳢国家级水产种质资源保护区

- 广西壮族自治区
  - 漓江光倒刺鲃金线鲃国家级水产种质资源保护区
  - 西江梧州段国家级水产种质资源保护区
  - 柳江长臀鮠桂华鲮赤魟国家级水产种质资源保护区

- 海南省
  - 西沙东岛海域国家级水产种质资源保护区
  - 万泉河国家级水产种质资源保护区

- 重庆市
  - 长江重庆段四大家鱼国家级水产种质资源保护区
  - 嘉陵江合川段国家级水产种质资源保护区

- 四川省
  - 黄河上游特有鱼类国家级水产种质资源保护区 *
  - 大通江河岩原鲤国家级水产种质资源保护区
  - 郪江黄颡鱼国家级水产种质资源保护区
  - 渠江黄颡鱼白甲鱼国家级水产种质资源保护区
  - 嘉陵江岩原鲤中华倒刺鲃国家级水产种质资源保护区
  - 梓江国家级水产种质资源保护区
  - 仪陇河特有鱼类国家级水产种质资源保护区
  - 濛溪河特有鱼类国家级水产种质资源保护区
  - 通河特有鱼类国家级水产种质资源保护区
  - 嘉陵江南部段国家级水产种质资源保护区
  - 构溪河特有鱼类国家级水产种质资源保护区
  - 龙潭河特有鱼类国家级水产种质资源保护区
  - 巴河特有鱼类国家级水产种质资源保护区
  - 后河特有鱼类国家级水产种质资源保护区
  - 渠江岳池段长薄鳅大鳍鳠国家级水产种质资源保护区
  - 恩阳河中华鳖国家级水产种质资源保护区
  - 李家河鲫鱼国家级水产种质资源保护区
  - 西河剑阁段特有鱼类国家级水产种质资源保护区
  - 南河白甲鱼瓦氏黄颡鱼国家级水产种质资源保护区
  - 焦家河重口裂腹鱼国家级水产种质资源保护区
  - 清江河特有鱼类国家级水产种质资源保护区
  - 岷江长吻鮠国家级水产种质资源保护区
  - 硬头河特有鱼类国家级水产种质资源保护区
  - 濑溪河翘嘴鲌蒙古鲌国家级水产种质资源保护区
  - 巴河岩原鲤花鲮国家级水产种质资源保护区
  - 消水河国家级水产种质资源保护区
  - 大洪河国家级水产种质资源保护区
  - 凯江国家级水产种质资源保护区
  - 镇溪河南方鲇翘嘴鲌国家级水产种质资源保护区
  - 插江国家级水产种质资源保护区
  - 平通河裂腹鱼类国家级水产种质资源保护区

- 贵州省
  - 锦江河特有鱼类国家级水产种质资源保区
  - 蒙江坝王河特有鱼类国家级水产种质资源保护区
  - 太平河闵孝河特有鱼类国家级水产种质资源保护区
  - 潕阳河特有鱼类国家级水产种质资源保护区
  - 马蹄河鲶黄颡鱼国家级水产种质资源保护区
  - 龙川河泉水鱼鳜国家级水产种质资源保护区
  - 六冲河裂腹鱼国家级水产种质资源保护区
  - 油杉河特有鱼类国家级水产种质资源保护区
  - 龙底江黄颡鱼大口鲇国家级水产种质资源保护区
  - 印江河泉水鱼国家级水产种质资源保护区
  - 乌江黄颡鱼国家级水产种质资源保护区
  - 芙蓉江大口鲶国家级水产种质资源保护区

- 云南省
  - 弥苴河大理裂腹鱼国家级水产种质资源保护区
  - 南捧河四须鲃国家级水产种质资源保护区
  - 元江鲤国家级水产种质资源保护区
  - 槟榔江黄斑褶鮡拟鰋国家级水产种质资源保护区
  - 澜沧江短须𩷶中华刀鲶叉尾鲶国家级水产种质资源保护区
  - 滇池国家级水产种质资源保护区
  - 抚仙湖特有鱼类国家级水产种质资源保护区
  - 白水江特有鱼类国家级水产种质资源保护区
  - 怒江中上游特有鱼类国家级水产种质资源保护区
  - 程海湖特有鱼类国家级水产种质资源保护区
  - 南腊河特有鱼类国家级水产种质资源保护区
  - 谷拉河特有鱼类国家级水产种质资源保护区
  - 普文河特有鱼类国家级水产种质资源保护区
  - 官寨河特有鱼类国家级水产种质资源保护区
  - 南汀河下游段国家级水产种质资源保护区

- 西藏自治区
  - 巴松措特有鱼类国家级水产种质资源保护区
  - 尼洋河特有鱼类国家级水产种质资源保护区
  - 西藏亚东鲑国家级水产种质资源保护区

- 陕西省
  - 黑河多鳞铲颌鱼国家级水产种质资源保护区
  - 黄河洽川段乌鳢国家级水产种质资源保护区
  - 嘉陵江源特有鱼类家级水产种源保护区
  - 辋川河特有鱼类国家级水产种质资源保护区
  - 库峪河特有鱼类国家级水产种质资源保护区
  - 汉江西乡段国家级水产种质资源保护区
  - 渭河国家级水产种质资源保护区
  - 黄河滩中华鳖国家级水产种质资源保护区
  - 褒河特有鱼类国家级水产种质资源保护区
  - 黄河中游禹门口至三门峡段国家级水产种质资源保护区 *
  - 沮河上游国家级水产种质资源保护区
  - 丹江源国家级水产种质资源保护区
  - 千河国家级水产种质资源保护区
  - 湑水河国家级水产种质资源保护区
  - 甘峪河秦岭细鳞鲑国家级水产种质资源保护区
  - 任河多鳞铲颌鱼国家级水产种质资源保护区
  - 宝鸡通关河秦岭细鳞鲑国家级水产种质资源保护区
  - 渭河眉县段国家级水产种质资源保护区
  - 西流河国家级水产种质资源保护区

- 甘肃省
  - 黄河刘家峡兰州鲶国家级水产种质资源保护区
  - 黄河上游特有鱼类国家级水产种质资源保护区 *
  - 白水江重口裂腹鱼国家级水产种质资源保护区
  - 洮河扁咽齿鱼国家级水产种质资源保护区
  - 大夏河裸裂尻鱼国家级水产种质资源保护区
  - 永宁河特有鱼类国家级水产种质资源保护区
  - 白龙江特有鱼类国家级水产种质资源保护区
  - 洮河特有鱼类国家级水产种质资源保护区
  - 黄河黑山峡段国家级水产种质资源保护区
  - 疏勒河特有鱼类国家级水产种质资源保护区
  - 洮河定西特有鱼类国家级水产种质资源保护区
  - 黄河景泰段特有鱼类国家级水产种质资源保护区
  - 嘉陵江两当段特有鱼类国家级水产种质资源保护区
  - 冶木河羊沙河特有鱼类国家级水产种质资源保护区
  - 渭河源头特有鱼类国家级水产种质资源保护区
  - 洮河甘南段特有鱼类国家级水产种质资源保护区
  - 甘肃宕昌国家级水产种质资源保护区
  - 达溪河中华鳖国家级水产种质资源保护区
  - 张家川秦岭细鳞鲑国家级水产种质资源保护区
  - 黄河甘肃平川段国家级水产种质资源保护区

- 青海省
  - 青海湖裸鲤国家级水产种质资源保护区
  - 黄河上游特有鱼类国家级水产种质资源保护区 *
  - 扎陵湖鄂陵湖花斑裸鲤极边扁咽齿鱼国家级水产种质资源保护区
  - 玛柯河重口裂腹鱼国家级水产种质资源保护区
  - 黄河尖扎段特有鱼类国家级水产种质资源保护区
  - 黄河贵德段特有鱼类国家级水产种质资源保护区
  - 格曲河特有鱼类国家级水产种质资源保护区
  - 沱沱河特有鱼类国家级水产种质资源保护区
  - 大通河特有鱼类国家级水产种质资源保护区
  - 黑河特有鱼类国家级水产种质资源保护区
  - 楚玛尔河特有鱼类国家级水产种质资源保护区
  - 格尔木河国家级水产种质资源保护区
  - 西门措国家级水产种质资源保护区

- 宁夏回族自治区
  - 黄河卫宁段兰州鲶国家级水产种质资源保护区
  - 黄河青石段大鼻吻鮈国家级水产种质资源保护区
  - 西吉震湖特有鱼类国家级水产种质资源保护区
  - 沙湖特有鱼类国家级水产种质资源保护区

- 新疆维吾尔自治区
  - 喀纳斯湖特有鱼类国家级水产种质资源保护区
  - 叶尔羌河特有鱼类国家级水产种质资源保护区
  - 艾比湖特有鱼类国家级水产种质资源保护区
  - 乌伦古湖特有鱼类国家级水产种质资源保护区
  - 库依尔特河北极茴鱼国家级水产种质资源保护区
  - 博斯腾湖国家级水产种质资源保护区
  - 开都河特有鱼类国家级水产种质资源保护区
  - 哈巴河国家级水产种质资源保护区
  - 额尔齐斯河科克苏段特有鱼类国家级水产种质资源保护区

- 渤海
  - 辽东湾渤海湾莱州湾国家级水产种质资源保护区

- 东海
  - 东海带鱼国家级水产种质资源保护区
  - 吕泗渔场小黄鱼银鲳国家级水产种质资源保护区

- 南海
  - 北部湾二长棘鲷长毛对虾国家级水产种质资源保护区
  - 西沙群岛永乐环礁海域国家级水产种质资源保护区

注：标“*”者，为跨省际行政区划或海域管辖权限的国家级水产种质资源保护区。